# Smooth FM 100.4
Smooth Radio 100.4 est une station de radio indépendante basée à Salford, dans le Grand Manchester. La station appartenait à la chaîne de radio Smooth à partir de mars 2004, et modifie son nom en « Smooth FM » en mars 2007. Comme les autres radios de son réseau, elle disparait pour faire place à une station nationale, Smooth Radio, le 4 octobre 2010. Les studios de la station étaient situés à Laser House, à Salford, tout comme ses stations sœurs Real Radio North West, Rock Radio et GMG radio. Laser House est maintenant le quartier général de la nouvelle radio.